# Нгуєн Ван Тоан
Нгуєн Ван Тоан (в'єт. Nguyễn Văn Toàn, 6 жовтня 1932 – 19 жовтня 2005) народився в Хюе і служив генералом в армії Республіки В’єтнам (ARVN).

## Військова освіта
Тоан закінчив Військову академію Далата в 1952 році та став офіцером бронетанкової техніки.

## Військові завдання
- Генерал-лейтенант, командир III корпусу.
- Командир Броні.
- Командир II корпусу.
- Генерал-майор, командир бронетанкової техніки.
- Бригадний генерал, командир 2-ї піхотної дивізії.
- Полковник, заступник командира 1-ї стрілецької дивізії.
- Підполковник 5 бронетанкової ескадрильї.
- Майор, начальник бронебійної школи.
- Капітан, заступник командира бронетанкового батальйону - ком.
- Лейтенант бронетанкової роти XO
- Старший лейтенант, командир бронетанкового взводу.
- Курсант 3-5 класу військової академії Далата.

## Військові походи
Тоан був звільнений від командування 5-ю бронетанковою ескадрильєю, коли його бронетехніка, що відступала, вбила понад два десятки південнов'єтнамських рейнджерів. Він повернувся до політичної прихильності, коли офіцер, який його змінив, генерал Нгуєн Чан Тхі, був засланий за свої непопулярні політичні погляди. З 1968 по 1972 рік Тоан служив бригадним генералом, командуючи 2-ю піхотною дивізією. Протягом цього періоду він, як повідомляється, заробив статок на чорному ринку кориці, взятої з зони операцій його підрозділу, що принесло йому прізвисько Коричний генерал. Завдяки заступництву Нгуен Цао Ко він отримав звання генерал-лейтенанта і став помічником оперативного офіцера та командира бронетанкової техніки в I корпусі.
Під час початкових етапів Великоднього наступу Північного В'єтнаму в березні 1972 року Тоан показав хороші результати, особливо під час оборони Донг Ха, але він потрапив під ту ж хмару, що і його командир, генерал-лейтенант Хоанг Суан Лам, коли оборона ARVN у I корпусі розвалився. Саме в цей момент політичні зв’язки Тоана знову стали найважливішими, коли його перемістили на південь 10 травня, щоб прийняти командування II корпусом після фізичного та емоційного краху генерала Нго Дзу. Він прийняв командування в момент, коли Центральне нагір'я стало другим фронтом наступу. На щастя для Тоана, його старший радник у США, Джон Пол Ванн боровся за нього. Коли конфлікт переріс у боротьбу за місто Контум, Тоан спритно взявся за адміністративні питання та залишив оперативний контроль у руках Ванна та Лі Тонг Ба, командувача 23-ї дивізії.